# Pawieł Szuruchin
Pawieł Iwanowicz Szuruchin (ros. Павел Иванович Шурухин, ur. 15 listopada?/28 listopada 1912 we wsi Solonyj Jerik w rejonie bykowskim w obwodzie wołgogradzkim, zm. 3 listopada 1956 w Moskwie) – radziecki generał major, dwukrotny Bohater Związku Radzieckiego (1943 i 1945).

## Życiorys
Urodził się w rodzinie chłopskiej. Od 1931 służył w Armii Czerwonej, w 1934 skończył szkołę wojskową w Ordżonikidze i został dowódcą plutonu, potem pomocnikiem dowódcy kompanii i naczelnikiem szkoły pułkowej, od 1940 należał do WKP(b). Jako dowódca batalionu na przełomie 1939/1940 uczestniczył w wojnie z Finlandią, od 29 czerwca 1941 w wojnie z Niemcami, w rejonie Borysowa na Froncie Zachodnim. Gdy w końcu lipca 1941 batalion utracił kontakt z resztą wojsk radzieckich, podjął działalność partyzancką; dowódcą oddziału partyzanckiego w obwodzie homelskim został Szuruchin. 1 sierpnia i 6 października 1941 był ranny w walce. Jego oddział nawiązał łączność z „Wielką Ziemią” i w lutym 1942 podporządkował się NKWD. Od kwietnia do czerwca 1942 Szuruchin był zastępcą dowódcy pułku wojsk wewnętrznych NKWD ZSRR, a w latach 1942–1943 dowódcą zjednoczonego oddziału partyzanckiego w obwodzie orłowskim. Od kwietnia do sierpnia 1943 był szefem grupy operacyjnej Briańskiego Obwodowego Sztabu Ruchu Partyzanckiego, a po ponownym zawładnięciu przez ZSRR obwodem orłowskim w sierpniu 1943 wrócił w szeregi regularnej Armii Czerwonej jako dowódca 132 pułku piechoty gwardii. Walczył na Froncie Zachodnim, Woroneskim i 1 Ukraińskim, 24 września 1943 sforsował Dniepr w rejonie kaharłyckim w obwodzie kijowskim. Od sierpnia do października 1944 brał udział w operacji jassko-kiszyniowskiej, bukaresztańsko-aradzkiej i debreczyńskiej. W końcu 1944 został zastępcą dowódcy 42 Dywizji Piechoty Gwardii, był ciężko ranny, po wojnie ukończył kursy dowódców dywizji piechoty i ponownie dowodził pułkiem, później dywizją, w 1953 otrzymał stopień generała majora. W latach 1946–1950 był deputowanym do Rady Najwyższej ZSRR 2 kadencji. Został pochowany na Cmentarzu Nowodziewiczym.

## Odznaczenia
- Złota Gwiazda Bohatera Związku Radzieckiego (dwukrotnie - 23 października 1943 i 24 marca 1945)
- Order Lenina (dwukrotnie)
- Order Czerwonego Sztandaru (dwukrotnie)
- Order Czerwonej Gwiazdy (dwukrotnie)

I medale.